# 丁象震
丁象震（？—？），字春農，河南省歸德府永城縣人，清朝政治人物、進士出身。
光緒六年（1880年），参加庚辰科殿試，登進士二甲第82名。同年五月，改翰林院庶吉士。光緒九年四月，散館，著以部属用。官至直隸河間府知府。